# 佚存書
佚存書是指在中國失传但在日本、朝鮮和其他地方保存下來的中文古典典籍。 「佚存」一词据说是來自於江户时代后期作家林述斎的著作佚存叢書，该书輯佚了16本佚存书，其中就包括遊仙窟以及古文孝經。 

## 歴史
中国的书籍很早就传到了邻国，但由于中国历代王朝的禁書政策和战争的摧残，许多书籍在中国失傳。吴越国國主钱俶根据一个商人提供的信息，從日本引入了有關天台宗的中國佚存書，這是中國有记录的第一次從周邊國家引入失傳古籍。宋朝的張端義曾表示宣和年间，宋朝有位使臣來到高丽，發現當地有許多中國古籍。北宋时期，奝然向宋太宗赠送了鄭注《孝經》和越王（李貞）《孝经新义》。欧阳修在他的「日本刀歌」中提到「逸書百篇今尚存」。从这些事实可以得出结论，10世纪左右中國就有人意識到其他國家留存有中國已經失傳的古籍。
清朝考據學發達，因此当时的學者对古書的需求也有所增加。清朝从日本引进并出版了皇侃的《論語義疏》、萧吉的《五行大義》（《佚存叢書》版）、太宰春台版的《古文孝经》、岡田挺之根据《群書治要》編寫的《孝经》鄭注、市河寛斎的《全唐詩逸》，其中有些被高度评价，但有些被怀疑是伪造的。
1881年，被派往日本担任驻日公使的黎庶昌和他的随从楊守敬从日本人编纂的《經籍訪古志》中了解到，有很多古籍在中国已失傳，于是他們花大价钱购买了这些书籍，并在日本出版了古逸丛书。中国人通過古逸丛书了解到與中國傳世版本有所不同的玉篇和韻鏡。杨守敬还撰写了《日本訪書志》一书，详细介绍了中国古籍在日本的保存情况及其价值。
在杨守敬之后，还有许多人，如董康（《書舶庸譚》）和孫楷第（《日本东京书屋》），也都为寻找和整理失傳的中國古籍做出了努力。

## 關聯項目
- 辑佚
- 楊守敬

## 外部來源
- . kotobank （日语）.